# Krakitan
Krakitan is een bestuurslaag in het regentschap Klaten van de provincie Midden-Java, Indonesië. Krakitan telt 8296 inwoners (volkstelling 2010).